# Аккаински район
Аккаински район (на казахски: Аққайың ауданы) е съставна част на Северноказахстанска област, Казахстан, с обща площ 4746 км2 и население 18 629 души (по приблизителна оценка към 1 януари 2020 г.). Административен център е Смирново.